# Christophorus Clavius
Christophorus Clavius SJ (* 25. März 1538, möglicherweise als Christoph Clau oder Schlüssel in oder bei Bamberg; † 6. Februar 1612 in Rom) war Mathematiker und Jesuitenpater am Collegio Romano. Von seinen Zeitgenossen „Euklid des 16. Jahrhunderts“ genannt, wurde er vor allem durch die unter seiner fachlichen Leitung durchgeführte Kalenderreform zum Gregorianischen Kalender berühmt, die 1582 mit der Bulle Inter gravissimas von Papst Gregor XIII. verfügt wurde. Clavius setzte dabei einen Reformentwurf von Aloisius Lilius um, der bereits 1576 verstorben war.

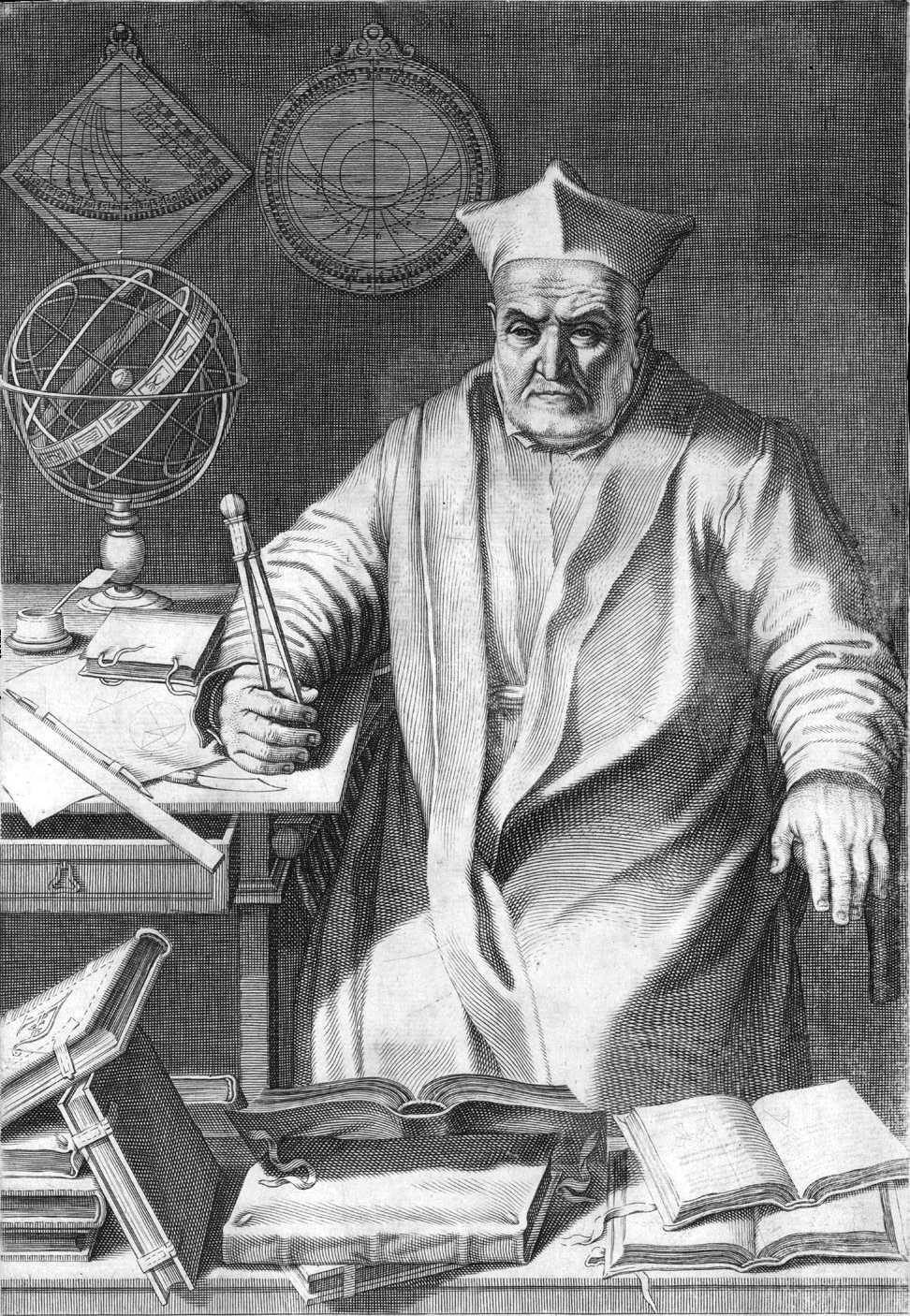
Christophorus Clavius. Kupferstich von Francesco Villamena, 1606

## Leben
Von dem aus Bamberg stammenden Clavius ist nur die latinisierte Namensform bekannt. Im Jahre 1555 trat er dem Jesuitenorden bei und erhielt dort seine Ausbildung. Sicherlich angezogen durch den Ruf von Pedro da Fonseca, der auch als der „portugiesische Aristoteles“ bezeichnet wurde, kam 1556 Clavius an die Universität Coimbra in Portugal, wo Pedro Nunes sein Lehrer war. Dort erfolgte seine erste astronomische Beobachtung (totale Sonnenfinsternis am 21. August 1560, eine zweite totale Sonnenfinsternis beobachtete er am 9. April 1567 in Rom). Ab 1561 studierte er Theologie am Collegio Romano in Rom, wurde 1564 ordiniert und lehrte ab 1563 am Collegio Romano zeit seines Lebens Mathematik. Er reiste 1574 zu Francesco Maurolico nach Messina, von dem er einige Manuskripte erhielt, und 1596 an das Jesuitenkolleg in Neapel, blieb aber ansonsten in Rom.
Clavius verfasste mehrere Mathematikbücher, unter anderem einen Kommentar zu Euklid (1574) und zum wichtigsten astronomischen Lehrbuch des Spätmittelalters, zur Sphaera des Johannes de Sacrobosco. Der Kommentar von Clavius war eines der einflussreichsten Astronomielehrbücher seiner Zeit und erlebte zwischen 1570 und 1618 mindestens 16 Auflagen, wobei Clavius den Text selbst siebenmal überarbeitete und dabei jeweils zum Teil stark erweiterte. 1608 verfasste er ein Lehrbuch der Algebra. Seine Werke wurden auch nach seinem Tod mehrfach nachgedruckt, seine kommentierte Übersetzung von Euklids Elementen bis ins Jahr 1717.
Er war Begründer der wissenschaftlichen Arbeit an der Vatikanischen Sternwarte und entwarf auch astronomische Instrumente wie Sonnenuhren. Hierzu beschrieb Clavius in seiner Fabrica et usus instrumenti ad horologiorum descriptionem peropportuni von 1586 ein Lineal, um die Linien auf den Sonnenuhren anzureißen. Clavius und seine Schüler am Collegio Romano unterhielten kollegial-freundschaftliche Beziehungen zu Galileo Galilei und korrespondierten mit ihm von 1587 bis zu seinem Tod unter anderem über neue Entdeckungen mit dem Fernrohr; die Phasengestalt der Venus entdeckten die römischen Jesuiten unabhängig von Galilei und vielleicht sogar vor ihm. Clavius war ein Gegner der Lehre des Kopernikus, die er den Schriften der Bibel widersprechend fand und physikalisch absurd (Clavius in seinem Kommentar zu Sacrobosco). Er bewunderte aber die mathematische Geschicklichkeit von Kopernikus und benutzte einige von Kopernikus technischen Errungenschaften in seiner eigenen Darstellung des ptolemäischen Systems (zum Beispiel bei der Präzession der Äquinoktien). Teilweise noch ausführlicher als Kopernikus sprach er sich aber auch gegen andere nicht-ptolemäische Theorien aus wie die der homozentrischen Sphären. Clavius berichtete über Galileis Entdeckungen mit dem Fernrohr in seinem Kommentar zu Sacrobosco. In deren letzter von ihm bearbeiteten Ausgabe von 1611 erkannte er die Venusphasen und Jupitermonde an und rief andere Astronomen auf sie theoretisch zu erklären (Clavius blieb weiterhin Anhänger des ptolemäischen Systems und lehnte auch das Weltmodell von Tycho Brahe ab). Auch in einem Bericht von 1611, den Kardinal Bellarmin bezüglich der Entdeckungen von Galilei mit seinem Fernrohr anforderte, bestätigte er Galileis Entdeckungen mit dem Fernrohr durch eigene Beobachtungen der Astronomen am Collegio Romano. Die Astronomen des Collegio Romano feierten Galileis Entdeckungen in einer Versammlung am 18. Mai 1611, und auch die jüngeren Jesuitenastronomen wie Christoph Grienberger, Grégoire de Saint-Vincent, Giovanni Paolo Lembo, Paul Guldin und Odo van Maelcote hatten gute Beziehungen zu Galilei auch nach Clavius Tod, was sich erst mit der offiziellen Verurteilung der kopernikanischen Lehre und dem Streit Galileis mit den Jesuitenastronomen Orazio Grassi und Christoph Scheiner änderte.
In der Ausgabe seines Kommentars zu Sacrobosco von 1585 lokalisierte er (unabhängig von Tycho Brahe) die Nova von 1572 in der Fixsternsphäre (Sternbild Cassiopeia) und stellte fest, dass die Position der Nova für Beobachter in Nord- und Süddeutschland, Spanien, Italien und Sizilien genau gleich war. Das bedeutete, dass die Nova jenseits des Mondes sein musste, was der Ansicht des Aristoteles widersprach, dass der Himmel unveränderlich sei. Clavius selbst hat dies in seinem bereits erwähnten Kommentar vorsichtig anerkannt: »Wenn es wahr ist [dass die Nova ein neuer Stern ist], dann sollten sich die Anhänger des Aristoteles überlegen, wie sie dessen Vorstellung über den Stoff des Himmels verteidigen können. Denn vielleicht wird man sagen müssen, dass der Himmel nicht so etwas wie ein fünftes Element sei, sondern ein veränderlicher Körper, wenn auch weniger der Verderbnis unterworfen als die unteren Körper hier«.
Clavius war auch ein Experte für astronomische Instrumente (Astrolabien, Sonnenuhren, Mauerquadranten als Meridianinstrumente), deren Entwurf und deren Verwendung und veröffentlichte darüber Bücher. Von seinen Instrumenten ist nur ein  Himmelsglobus von 1575 erhalten, der einige Verbesserungen von Kopernikus berücksichtigt.
Darüber hinaus beschäftigte sich Clavius mit der Verbesserung der Messtechniken. Er  entwickelte eine Idee seines Lehrers Pedro Nunes (latinisiert Nonius) weiter, die 1631 zur Erfindung des uns heute bekannten Nonius durch den Franzosen Pierre Vernier führte.
Aus Clavius’ Schule ging auch der erste Chinamissionar der Jesuiten, Matteo Ricci, hervor.
Einer unbestätigten Erzählung nach soll Clavius im Jahre 1612 während eines Besuchs der sieben Kirchen Roms durch einen wild gewordenen Ochsen auf einer Straße in der Nähe von Rom den Tod gefunden haben. In der monatlichen Korrespondenz zur Beförderung der Erd- und Himmelskunde aus dem Oktober 1813 wurde diese Version vom Lebensende Clavius’ jedoch als falsch und haltlos zurückgewiesen. Die Nachricht mag von einem missverstandenen Gedicht herrühren, das man Clavius zu Ehren nach seinem Tod geschrieben hatte. Darin steht: »Die Sonne ging im Stier und ward verdunkelt.« Alle anderen Geschichtsschreiber berichteten nichts von dieser spektakulären Todesart. Vielmehr berichtete Clavius noch am 1. Januar 1612 dem Bamberger Fürstbischof Johann Gottfried von Aschhausen, dass ihn sein hohes Alter und die damit einhergehenden Beschwerden ans Bett fesselten. Das macht unwahrscheinlich, dass er in seinem schlechten Zustand noch die sieben Kirchen Roms besucht hätte.

## Leistungen von Bestand

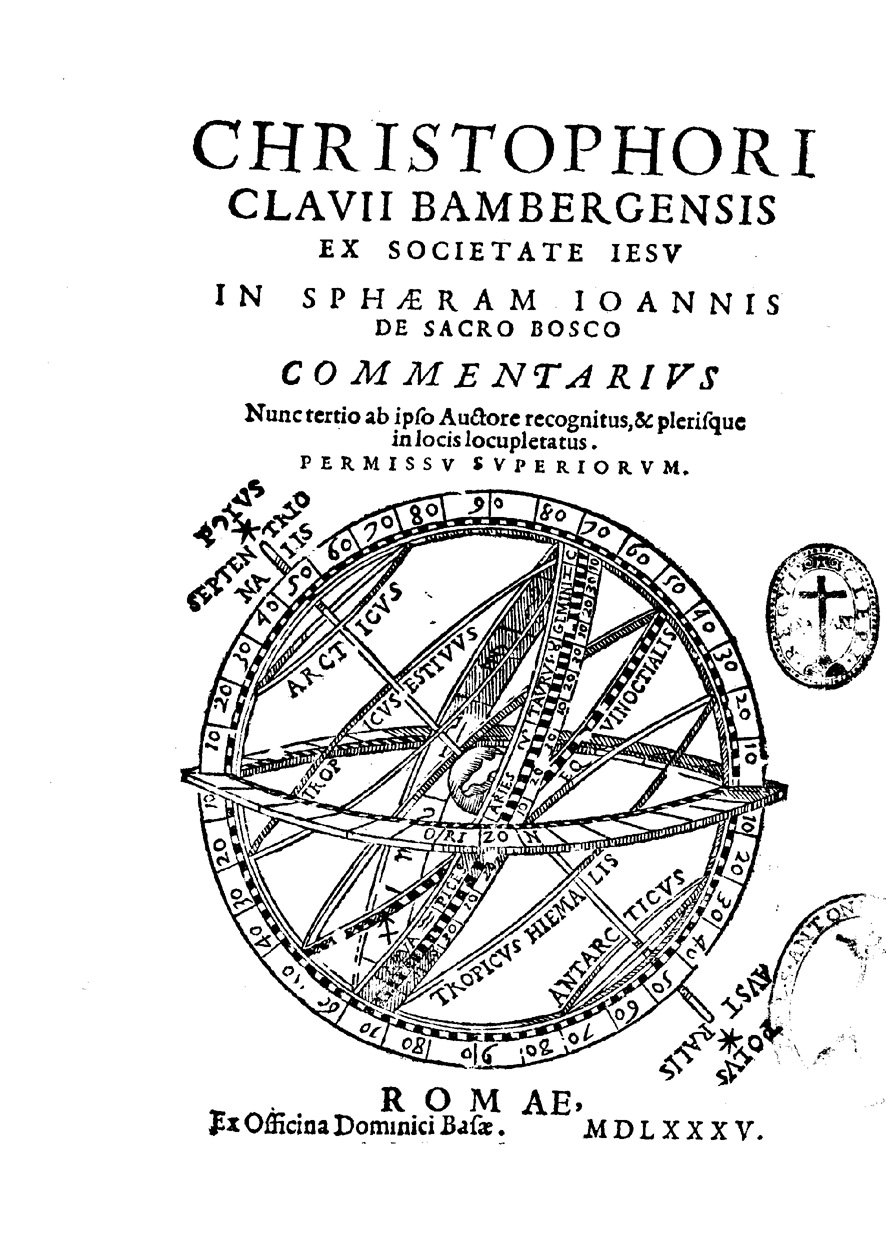
In Sphaeram Ioannis de Sacro Bosco commentarius, 1585

### Gregorianische Kalenderreform
Die Gregorianische Kalenderreform wurde im Wesentlichen von Clavius auf Basis der Vorschläge des 1576 verstorbenen Aloisius Lilius gestaltet und durchgeführt. Auf den 4. Oktober 1582 folgte unmittelbar der 15. Oktober 1582. Seither sind alle durch vier teilbaren Jahre Schaltjahre, alle durch 100 teilbaren Jahre jedoch nur dann, wenn sie gleichzeitig durch 400 teilbar sind. Die Reform wurde in den protestantischen und orthodoxen Ländern erst sehr viel später umgesetzt. Zur wissenschaftlichen Rechtfertigung der Reform veröffentlichte Clavius die zwei Schriften Novi calendarii Romani apologia (Rom, 1588) und Romani calendarii a Gregorio XIII restituti explicatio (Rom, 1603).

### Dezimalpunkt
Clavius verwendete 1593 in den Sinustabellen seines Astrolabiums als Dezimaltrennzeichen zwischen dem ganzzahligen Teil und dem Zehntel einen Punkt. Nach Einschätzung von Carl Boyer war er damit der erste Mensch, der den Dezimalpunkt mit einer klaren Vorstellung seiner Bedeutung verwendete. Nach heutigem Wissensstand kam ihm Francesco Pellos 1492 schon damit zuvor, er erreichte aber mit seinen Werken nicht annähernd die Verbreitung wie Clavius.

## Gedenken

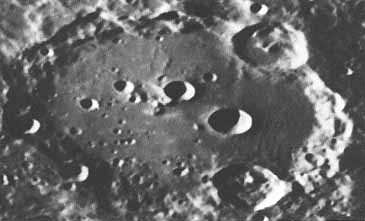
Der Krater Clavius mit auffälligen Randkratern

- Der Mondkrater Clavius erinnert an ihn. Nach ihm benannt wurde ebenfalls der Asteroid (20237) Clavius.
- Das Clavius-Gymnasium in Bamberg ist nach ihm benannt.
- In Bamberg, An der Universität 2, dem ehemaligen Jesuitenkolleg, ist eine Gedenktafel angebracht.
- In Bamberg existiert die Claviusstraße.
- Clavius hat einen kurzen Auftritt in Bertolt Brechts Theaterstück Leben des Galilei (Bild 6): Nachdem er in Galileis Fernrohr geschaut hat, sagt Clavius nur zwei Worte (»Es stimmt«) und geht schweigend weg, was die Ordensleute des Collegium Romanum fassungslos zurücklässt.[6]

## Schriften

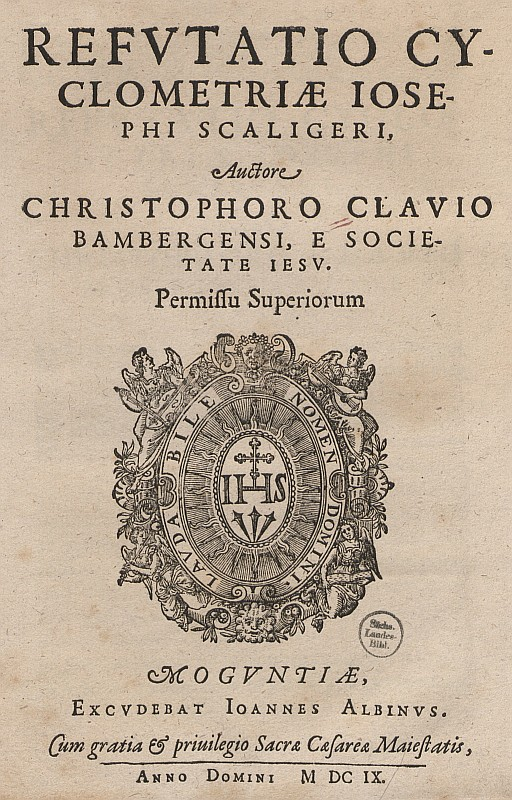
Refutatio cyclometriae Iosephi Scaligeri

- In Sphaeram Ioannis de Sacro Bosco commentarius, Rom 1570, von Clavius mehrfach bis 1611 überarbeitet und neu aufgelegt
- Epitome arithmeticae practicae, Rom 1583
- Novi calendarii romani apologia, Rom 1588
- Astrolabium, Rom 1593
- Romani calendarii a Gregorio XIII P.M. restituti explicatio. Rom, 1603
  - Romani calendarii a Gregorio XIII P.M. restituti explicatio. (European Cultural Heritage Online)
  - Romani calendarii a Gregorio XIII P.M. restituti explicatio. (University of Notre Dame)
- Euclides Elementorum Libri XV, Rom 1574
  - Titelseite, MAA
  - Elementorum Libri XV. Köln, 1627 (Sächsische Landesbibliothek – Staats- und Universitätsbibliothek Dresden)
- Gnomonices, 1581 (über das Gnomon)
- Algebra, Rom 1608
- Geometria practica, 1604, 1606
- Refutatio cyclometriae Iosephi Scaligeri. Mainz, 1609
- Christoph Clavius: Corrispondenza Edizione critica a cura di Ugo Baldini e Pier Daniele Napolitani. Università di Pisa – Dipartimento di Matematica, Pisa 1992 (Kritische Edition des Briefwechsels).
- Theorica solis (Hrsg. Ugo Baldini), in: Legem impone subactis, Rom 1992 (nachgelassene Sonnentheorie von Clavius)
- Opera Mathematica (Gesammelte Werke), 5 Bände, Mainz 1612: Online.

- Weitere Bücher von Clavius beim MPI Wissenschaftsgeschichte Berlin